# Hyphessobrycon stegemanni
Hyphessobrycon stegemanni är en fiskart som beskrevs av Géry, 1961. Hyphessobrycon stegemanni ingår i släktet Hyphessobrycon och familjen Characidae. Inga underarter finns listade i Catalogue of Life.